# سه رنگ
سه رنگ، مجموعهٔ سه فیلم از کریشتوف کیشلوفسکی، کارگردان لهستانی است. این سه فیلم عبارت‌اند از:
- آبی (۱۹۹۳)
- سفید (۱۹۹۴)
- قرمز (۱۹۹۴)

هر سه فیلم نوشتهٔ کیشلوفسکی به همراهی کشیشتف پیسیویچ و با موسیقی متن ساختهٔ آهنگساز سرشناس لهستانی، زبیگنیف پرایسنر هستند.